# Кеттеринг (Великобритания)
Кеттеринг (англ. Kettering) — город в графстве Нортгемптоншир Великобритании, административный центр района Кеттеринг.

## География
Город Кеттеринг расположен в центральной части Англии, в северном Нортгемптоншире, на реке Исе (притоке Нина), на автостраде Лондон — Лестер. Численность населения города составляет 81.844 человека (на 2001 год).

## История
Первые поселения на территории современного Кеттеринга появились ещё в римское время. Нынешний город был создан англо-саксонскими переселенцами. Впервые письменно Кеттеринг упоминается в грамоте короля Эдвига за 956 год, дарующей городку право проведения торгов на рынке. Согласно сообщению от 972 года, Кеттеринг принадлежал аббатству Питерборо, что подтверждает и Книга страшного суда. В 1227 году король Генрих III даровал Кеттерингу торговые привилегии. С XVII столетия он известен как центр по переработке шерсти; в XIX веке здесь создаются предприятия по производству обуви. Индустриальное развитие Кеттеринга усилилось после подведения к нему железнодорожной линии в XIX столетии.
Кеттеринг также известен как центр религиозно-миссионерского движения нонконформистов в XVIII веке.